# Besztercei Zsuzsa
Besztercei Zsuzsa névvariáns: Beszterczey Zsuzsa, Zsuzsanna (Budapest, 1955. február 25. –) magyar színésznő.

## Életpályája
Budapesten született, színész családba, 1955. február 25-én. Mindkét szülője színész volt, édesapja: Besztercei Pál, édesanyja: Görög Mara. Gyermekszínészként már a Fővárosi Operettszínházban szerepelt, Fehér Klára - Bágya András - Szenes Iván: Háromnapig szeretlek című előadásában, ahol Rátonyi Róbert partnere volt. Színészi diplomáját 1977-ben szerezte a Színház- és Filmművészeti Főiskolán, Ádám Ottó osztályában. Pályáját a Pécsi Nemzeti Színházban kezdte. 1978-tól a Budapesti Gyermeszínház színésznője volt. 1982-tól a Józsefvárosi Színházhoz szerződött. 1986-tól az Arany János Színház tagja volt. 1994-től szabadfoglalkozású színművésznő. Férje Puskás Tivadar színész, gyermekeik: Puskás Péter és Puskás Ádám Dániel.

## Fontosabb színházi szerepeiből
- Móricz Zsigmond: Nem élhetek muzsikaszó nélkül... Birike
- Csurka István: Az idő vasfoga... Angéla
- Gyárfás Miklós: Férfiaknak tilos... Júlia
- Görgey Gábor: Handabasa, avagy a fátyol titkai... Vilma
- Jókai Mór: A kőszívű ember fiai... Edit
- Lionel Bart: Oliver... Bet
- Gabnai Katalin: Mindenlátó királylány... Tüskerózsa királykisasszony
- L. Frank Baum: Óz, a nagy varázsló... Dorka
- Mark Twain: Tom Sayer kalandjai... Sid Sayer
- Szigligeti Ede: Liliomfi... Mariska
- Kovalik Márta és Hegyi Imre drámai riportja – zene: Balogh Bodor Attila: Profán ballada... Klári
- Eisemann Mihály – Szilágyi László: Én és a kisöcsém... Az egyik Zabakol
- Valló Péter: Test-vér-harc... karvezető II.
- Tamási Áron: Énekes madár... Gondos Regina

## Filmek, tv
- Különös mátkaság (1975)
- Névnap (1976)
- Csongor és Tünde (1976)... Tündér
- Csaló az üveghegyen (1976)
- Nyúlkenyér (1977)
- Ítelet előtt (sorozat) Baleset című rész (1978)
- A dicsekvő varga (1978)... Lány
- Hol colt, hol nem colt (1980)... Bögyös Kathy
- Petőfi (sorozat)  Egy gondolat bánt engemet című rész (1981)
- Asszonyok (1981)
- Ha majd mindenünk meglesz... (1981)
- Glória (1982)
- Ünnepi forgalom (1982)[1]
- Különös házasság (sorozat) 1. rész (1984)... Izsépy kisasszony
- Szomszédok (sorozat)

28. rész (1988) ... Györgyike édesanyja
29. rész (1988)
60. rész (1989)... nyaraló
177. rész (1994)... Ágota